# Donald Suxho
Donald Suxho (Korçë, 21 de febrero de 1976) es un exjugador y actual entrenador de voleibol albanés nacionalizado estadounidense. Jugó profesionalmente en varios clubes de Europa y Sudamérica. Con la selección de voleibol de los Estados Unidos participó de diversos campeonatos regionales e internacionales, incluyendo el torneo de voleibol masculino de los Juegos Olímpicos de Verano de Atenas 2004 y Londres 2012.

## Trayectoria

### Jugador

#### Clubes
Luego de practicar fútbol durante su niñez, Suxho ingresó a los 12 años a la cantera del club Skënderbeu Korçë para formarse como voleibolista, teniendo a su padre, Petraq, como a su entrenador. Debutó con el equipo superior muy joven, siendo parte del plantel que conquistó el campeonato nacional en 1995. 
En enero de 1996 emigró junto a su familia a los Estados Unidos, instalándose en la ciudad de Boston. Unos meses más tarde recibió una beca para estudiar en la Universidad del Sur de California y jugar al voleibol con los Trojans, el equipo de la institución que compite en los torneos de la Mountain Pacific Sports Federation de la División I de la NCAA. Su actuación allí fue sobresaliente, siendo nominado como el capitán del equipo. Al finalizar su temporada como sénior fue reconocido como el Mejor Jugador del Año por la AVCA.
Tras dejar la universidad, Suxho compitió en el AVP Pro Beach Tour, un circuito de voleibol playero profesional. Luego retornó a los Trojans como asistente del entrenador. Fue recién en diciembre de 2001 cuando empezó a jugar profesionalmente en Europa al ser fichado por el club polaco AZS Olsztyn. Posteriormente actuaría en clubes de Turquía, Grecia, Italia, Rusia y Argentina. 
Se retiró en noviembre de 2014, jugando para el Studenti Tirana de Albania en la fase de clasificación de la Challenge Cup.

#### Selección nacional
Suxho representó internacionalmente a Albania a nivel juvenil durante los años previos a emigrar a los Estados Unidos. 
Con la selección de voleibol de los Estados Unidos jugó en diversos torneos entre 2001 y 2013. Así participó del torneo de voleibol masculino de los Juegos Olímpicos de Verano de Atenas 2004 y Londres 2012 (no estuvo presente en Pekín 2008 por culpa de una lesión que lo dejó fuera del equipo). Asimismo participó de la Copa Mundial de Voleibol Masculino de 2003, del Campeonato Mundial de Voleibol Masculino de 2006, de la Grand Champions Cup de 2005, de siete ediciones de la Liga Mundial de Voleibol (2001, 2006, 2008, 2009, 2010, 2011 y 2012), del torneo de voleibol masculino de los Juegos Panamericanos de 2003, de la Copa América de 2005 y de dos ediciones del Campeonato NORCECA de Voleibol (2001 y 2005).

### Entrenador
Suxho se ha desempeñado como entrenador de voleibol de diversos equipos juveniles como la Mater Dei High School y la IMG Academy. También dirigió al seleccionado Sub-17 de voleibol femenino de Kosovo.

## Vida privada
Suxho está casado desde agosto de 2011 con Eleni Gkortsaniouk, una exjugadora de voleibol ucraniana.
Su hijo Shane Suxho, nacido en 2001 de una relación anterior, es jugador de voleibol en los USC Trojans.